# Emil Kraft (Politiker, 1898)
Emil Kraft (* 10. August 1898 in Wilhelmshaven-Rüstringen; † 20. Februar 1982 in Lübeck) war ein deutscher sozialdemokratischer Politiker.

## Leben
Nach dem Besuch der Volksschule absolvierte Kraft eine Lehre als Schiffbauer auf der kaiserlichen Marinewerft in Wilhelmshaven, legte im Jahr 1915 die Gesellenprüfung ab und bewarb sich als Luftschiffbauer der kaiserlichen Marine. Er wurde bei Zeppelin in Friedrichshafen und bei Schütte-Lanz in Mannheim ausgebildet und auf dem Marine-Luftschiffplatz Wittmundhafen als Monteur eingesetzt. Hier blieb er bis nach Ende des Ersten Weltkriegs und reparierte mit seinen Kollegen auch das Luftschiff L 61, welches als Reparationsleistung an Italien abgeliefert werden musste. Als „blinder Passagier“ machte er die letzte Probefahrt des L 61 mit. Über diese Fahrt verfasste er einen eindrucksvollen Bericht, der in einer Tageszeitung veröffentlicht wurde. Nach dem Krieg, etwa um das Jahr 1920, nahm er seine Tätigkeit als Schiffbauer in der Kriegsmarinewerft Wilhelmshaven wieder auf und legte am 21. Dezember 1927 seine Meisterprüfung als Schiffbaumeister ab.
Seit dem Jahr 1917 Mitglied in Gewerkschaft und SPD, war er bis zur Machtergreifung der Nationalsozialisten im Jahr 1933 Stadtverordneter der Stadt Wilhelmshaven. Am 22. Mai 1933 wurde er aus dem Dienst „wegen Mangel an Arbeit“ entlassen. Der eigentliche Grund für seine Entlassung aber war, dass er SPD- und Gewerkschaftsmitglied war. Am 28. Juli 1933 trat er eine neue Anstellung als Stahlbauer bei der Firma „Norddeutscher Eisenbau“ in Sande an. Hier wurde ihm nach der Einarbeitung eine Stelle als Richtmeister übertragen.
Im Jahr 1943 ernannte der Betrieb ihn zum Betriebsleiter, was er bis zu seinem Ausscheiden am 30. April 1947 blieb.
Am 22. August 1944, während der „Aktion Gewitter“, wurde Emil Kraft mit vielen seiner früheren politischen Mitstreitern von den Nazis verhaftet, kam aber – im Gegensatz zu vielen der Verhafteten – infolge der Intervention des Direktors Krombach beim Oberkommando der Marine (OKM), mit Auflagen, sich täglich bei der Gestapo zu melden, wieder frei. Der Grund hierfür war, dass der Norddeutsche Eisenbau, der in den Kriegsjahren U-Boot Mittelstücke baute, in ihm den einzigen Schiffbaumeister hatte.
Ab dem 5. Juni 1946 war Emil Kraft Mitglied des auf Anordnung der Militärregierung ernannten Oldenburgischen Landtages und wurde hier Vorsitzender der SPD-Fraktion, bis zur Auflösung des Landes Oldenburg und dessen Eingliederung in das Land Niedersachsen. Hier war er in Wilhelmshaven gewählter Abgeordneter des Landtages der I. und II. Wahlperiode, Mitglied des Verfassungsausschusses, im Ältestenrat und Vorsitzender des Ausschusses innere Verwaltung. Ab 1947 arbeitete er als Redakteur der Nordwestdeutschen Rundschau in Wilhelmshaven, weil er nebenher die SPD wieder mit aufbaute, deren Bezirksvorsitzender des Bezirkes „Weser-Ems“ er wurde.
In den Jahren von 1953 bis 1965 war er Arbeitsdirektor im Metallhüttenwerk Lübeck, einer Unternehmung mit 2600 Mitarbeitern.
Emil Kraft war Vorsitzender des Bezirks Weser-Ems der SPD. 1952 erschien im Selbstverlag seine Festschrift 80 Jahre Arbeiterbewegung zwischen Meer und Moor.

## Werke
- Achtzig Jahre Arbeiterbewegung zwischen Meer und Moor: Ein Beitrag zur Geschichte der politischen Bewegungen in Weser-Ems. Selbstverlag, Wilhelmshaven 1952, DNB 1022355465